# Canal à bief de partage
Pour les articles homonymes, voir Bief (homonymie).

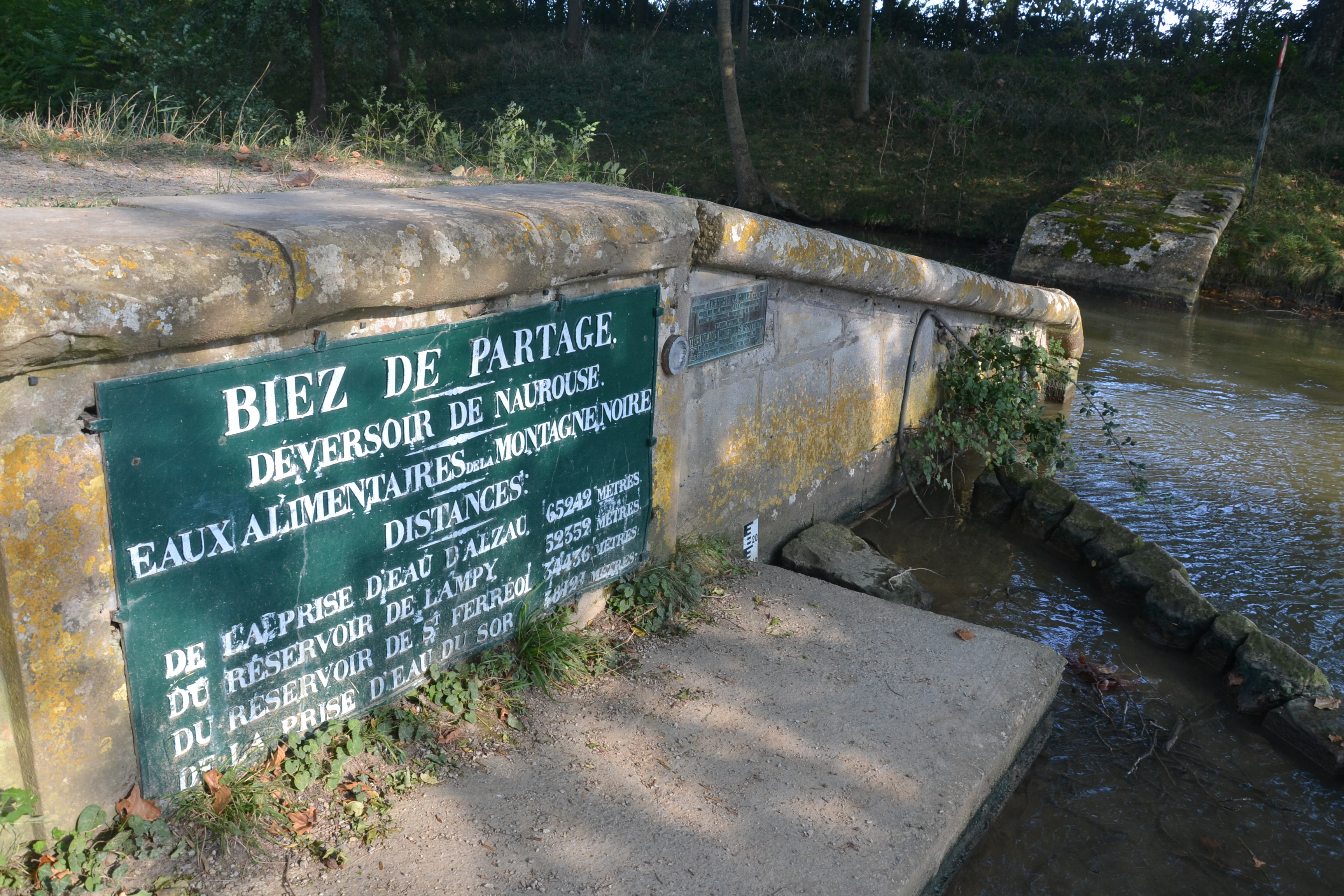
Seuil de Naurouze sur le canal du Midi

Un canal à bief de partage relie deux vallées en franchissant un seuil où est aménagé un bief de partage. Cette voie navigable artificielle qui traverse une ligne de partage des eaux, porte souvent le nom des deux cours d'eau reliés.
Comme certains canaux d'irrigation, les sections de canaux entre deux écluses sont nommées biefs ; un canal franchissant un point haut possède, à cet endroit, un bief de partage qui doit obligatoirement recevoir un apport d'eau extérieure.
Le canal à bief de partage s'oppose au canal latéral, qui suit généralement un cours d'eau existant, ou en tous cas emprunte une vallée sans qu'un apport d'eau spécifique soit nécessaire.
Certains canaux possèdent plusieurs biefs de partage.
Le plus ancien canal à bief de partage est le canal de Briare (ou "de Loyre en Seyne"). Commencé en 1605, sous Henri IV, à l'initiative de Sully, il a été mis en service en 1642, à la fin du règne de Louis XIII. Il est le prototype et le modèle de tous ceux qui ont suivi, Panama et RMD compris. Son point haut est le bief de La Gazonne.
Autres exemples :
- en France :
  - canal de l'Oise à l'Aisne (bief de partage du tunnel de Braye-en-Laonnois)
  - canal d'Orléans (bief de partage de Combreux)
  - canal de l'Aisne à la Marne (bief de partage de Vaudemange)
  - canal de la Marne à la Saône (bief de partage entre Balesmes-sur-Marne et Noidant-Chatenoy)
  - canal du Centre (bief de l'étang de Longpendu[2])
  - canal de l'Oise à l'Aisne (bief de partage de Monampteuil)
  - canal de la Marne au Rhin comprenant 2 biefs de partage : à Mauvages, entre les bassins de la Marne et de Meuse-Moselle et à Saint-Louis-Arzviller.
  - canal du Rhône au Rhin (12 écluses de Valdieu avec bief de partage pour franchir le seuil )
  - canal du Midi, qui relie Garonne et Méditerranée (bief du seuil de Naurouze)
  - canal de Nantes à Brest comprenant 3 biefs de partage, dont celui de la grande tranchée[3].
  - canal de Bourgogne qui relie le bassin versant de la Seine et celui du Rhône (bief de partage de la voûte du canal de Bourgogne)
  - canal du Nivernais, qui relie la Loire à l'Yonne (bief de partage de La Collancelle)
  - canal de Saint-Quentin. qui relie l'Oise à l'Escaut (bief de partage entre Lesdins et Vendhuile)
  - canal d'Ille et Rance, qui relie Manche et Atlantique via la Vilaine (bief de partage de Bazouges-sous-Hédé)
- en Belgique
  - projet de canal Meuse et Moselle en Belgique et Luxembourg
  - Canal Charleroi-Bruxelles
- ailleurs :
  - Grand Canal de Chine
  - Fosse Caroline (Royaume Franc, 793), inachevé
  - Canal de Stecknitz (ville libre de Lübeck, 1390)
  - Canal Kennet et Avon (Angleterre, 1810)
  - Canal Ludwig (Royaume de Bavière, 1842), concrétisation de la Fosse Caroline
  - Canal Rhin-Main-Danube (RMD), modernisation à grand gabarit du précédent
  - Canal Don-Volga (URSS, 1952)
  - Canal de Moscou (URSS, 1937)
  - Mittellandkanal (Allemagne, 1938)

Au niveau du bief de partage, un réseau de rigoles amènent les eaux collectées, à une altitude supérieure, dans des barrages réservoirs, sinon par pompage. Le bief du canal du Midi est alimenté en grande partie par les réservoirs de la montagne Noire ; celui du canal de l'Aisne à la Marne est alimenté par un pompage dans la Marne à Condé-sur-Marne.